# Inside Out (The Chainsmokers)
Inside Out è un singolo del duo di DJ statunitense The Chainsmokers, pubblicato nel 2016 e interpretato con la collaborazione della cantante svedese Charlee.

## Tracce
- Download digitale

1. Inside Out (featuring Charlee) – 3:54